# Max Richter (Politiker, 1881)

Max Richter

Max Richter (* 16. September 1881 in Crimmitschau; † 3. Mai 1945 in der Neustädter Bucht) war ein deutscher Gewerkschafter und sozialdemokratischer Politiker.

## Leben
Richter war gelernter Weißgerber. Im Jahr 1900 trat er der SPD und den freien Gewerkschaften bei. Nach der Ableistung des dreijährigen Militärdienstes war er von 1906 bis 1911 Vorsitzender des Gewerkschaftskartells in Metzingen. Ab 1911 war Richter hauptberuflich Geschäftsführer des Lederarbeiterverbandes in Neumünster. Zwischen 1914 und 1916 nahm er am Ersten Weltkrieg teil und verließ als Kriegsbeschädigter die Armee.
In der Novemberrevolution war Richter Mitglied des Volksrates für die Provinz Schleswig-Holstein. Auch am ersten Reichsrätekongress nahm er teil. Hauptberuflich nahm er nach der Rückkehr aus dem Krieg seine alte Stellung als Geschäftsführer wieder auf, die er bis 1933 behielt. Außerdem war er in Neumünster zeitweilig auch Vorsitzender des Gewerkschaftskartells beziehungsweise des ADGB-Ortsausschusses.
Von 1919 bis 1921 war Richter Mitglied der verfassungsgebenden preußischen Landesversammlung und danach bis 1924 Mitglied des preußischen Landtages. Von Dezember 1924 bis 1933 gehörte er dem Reichstag an. 
In der Zeit des Nationalsozialismus war Richter Inhaber eines Zigarrenladens in Neumünster. Vermutlich mehrere Monate war er 1943 aus politischen Gründen inhaftiert. Im Rahmen der Aktion Gitter wurde Richter am 22. August 1944 erneut verhaftet und ins Konzentrationslager Neuengamme eingeliefert. Er starb bei der Versenkung des auch mit KZ-Häftlingen belegten Schiffes Cap Arcona am 3. Mai 1945.

## Gedenken

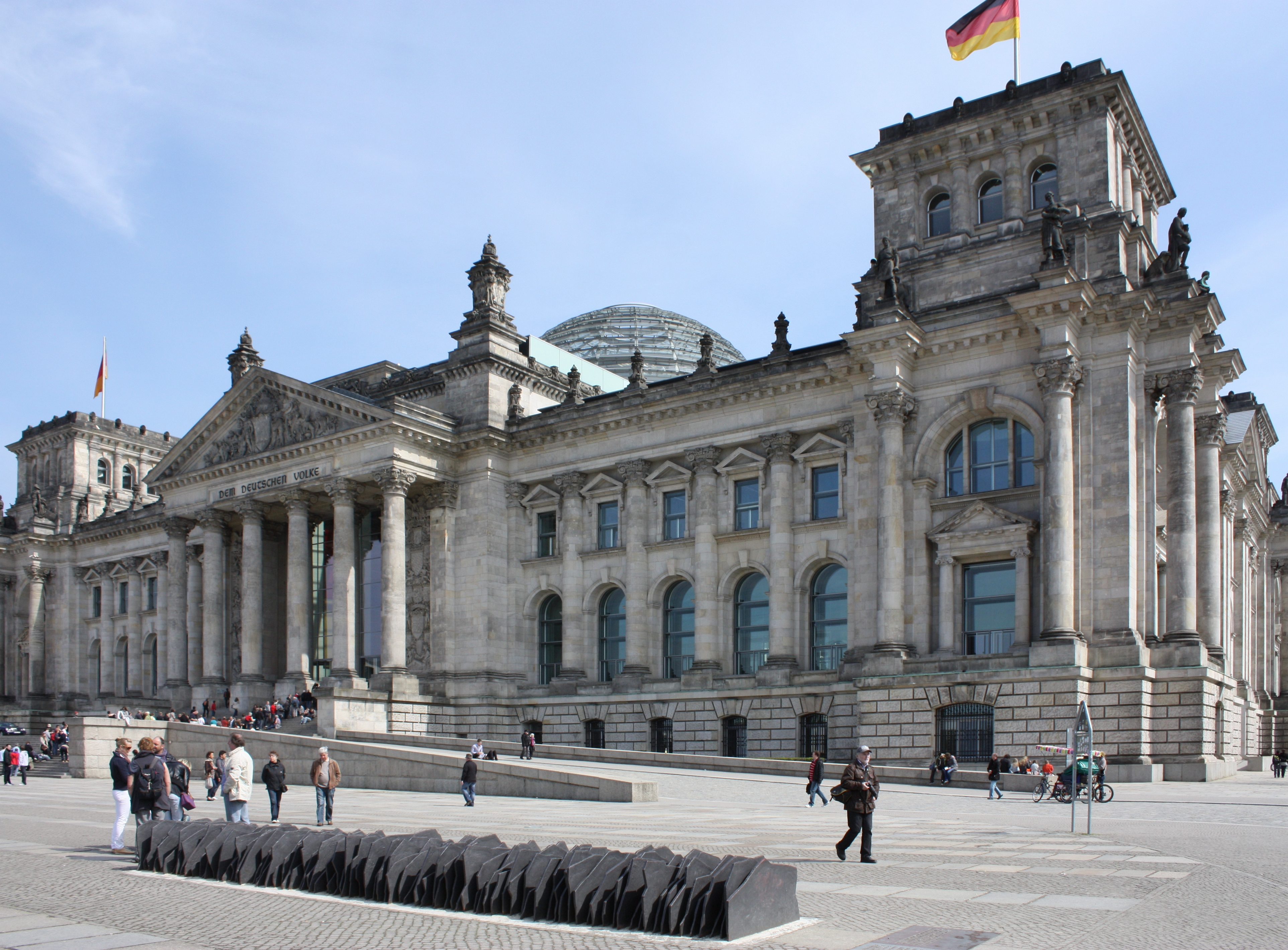
Gedenktafeln am Reichstag

Seit 1992 erinnert in Berlin in der Nähe des Reichstags eine der 96 Gedenktafeln für von den Nationalsozialisten ermordete Reichstagsabgeordnete an Richter.